# Конча Буйка
Мария Консепсьон Бальбоа Буйка (исп. María Concepción Balboa Buika, известная как Конча Буйка (исп. Concha Buika) или просто Буйка, род. 11 мая 1972 года, Пальма-де-Майорка, Испания) — испанская певица, одна из ярчайших и самобытных исполнительниц, творчество которой охватывает и сочетает множество музыкальных жанров: фламенко, джаз, танго, соул, румба. Неоднократно номинирована на латинскую премию Грэмми. Исполнительница двух песен в известной кинокартине Педро Альмодовара «Кожа, в которой я живу».

## Биография
Конча Буйка родилась на Балеарских островах, где жила её семья, политические иммигранты Экваториальной Гвинеи. Отец, Хуан Бальбоа Бонеке — писатель и бывший гвинейский политик. Конча Буйка проживает в США.
Интерес к музыке Конча Буйка начала проявлять с детства. Бедный район Пальма-де-Майорки, где выросла Буйка, стал для неё вторым домом. Она росла среди цыганских семей и именно там она открыла для себя фламенко, как способ выражения истинных чувств и как идеальный способ уйти от тяжелой действительности бедности и маргинальности. Богатство культур, которые с детства окружали певицу, нашло отражение как в многообразии исполнительского таланта, так и в текстах её песен.

## Творчество
Творчество Конча Буйки не ограничивается каким-то одним музыкальным жанром. Напротив, воспринимая сочетание различных жанров как очень естественный процесс, она смело экспериментирует с их смешением.

«Все жанры, как братья, связаны между собой всего лишь семью нотами, диезами и бемолями. Все музыкальные жанры — это совершенно одно и то же, все они, по сути, служат для одного и того же: помочь людям рассказать о том, чем они живут, о своих стремлениях, страхах, о своих жизненных сражениях» — из интервью с Хосе Симьяном 
Любовь к импровизациям и свобода в отношении жанров отражается также и в огромном количестве музыкальных коллективов и исполнителей, с которыми выступала певица:
- c Викторией Абриль в проекте «Putcheros do Brasil» (2005)
- с Бебо Вальдесом в проекте «Bahía negra» (2005)
- с Хосе Луис Пералесом в проекте «No es casualidad» (2006)
- с Рамон Поррина (Ramón Porrina) в проекте «Bulería» (2007)
- c Маризой в проекте «Pequeñas verdades» (2008)
- с Элефтерией Арванитаки в проекте «Mírame» (2008)
- с Нелли Фуртадо в проекте «Fuerte» (2009)
- с Iván «Melón» Lewis в проектах «Mírame» и «Perla marina» (2010)
- с Дэни Ноэлом (Dany Noel) в проекте «Esa boca» (2010)
- с Хавьером Лимон (Javier Limón) в проекте «Oro santo» (2010), «Habanerias» (2008) и «En el mismo lugar» (2005)
- c Seal в проекте «You get me» (2010)
- с Антонио Кармона (Antonio Carmona) в проекте «Las cuarenta» (2011)
- с Анушкой Шанкар в проекте «Casi uno» (2011)
- с Ясмин Леви в проекте «Olvídate de mí» (2012)

## Карьера
Первый диск «Mestizüo» вышел в 2001 году
В 2008 второй диск «Niña de fuego» (Девочка из огня) стал ключевым для начала интернациональной карьеры. Всего после нескольких концертов в Лос-Анджелесе, Майами и Нью-Йорке альбом был выдвинут на две номинации на латинскую премию Грэмми (2008 год), как «альбом года» и «лучшая аранжировка».
В сентябре 2009 был выпущен совместный хит с Нелли Фуртадо под названием Fuerte (сильный), гимн силе женщины.
В октябре 2009 вышел альбом El último trago (Последняя стопка), в честь 90-летия Чавелы Варгас и Бебо Вальдеса, записанный на Кубе с Чучо Вальдесом и его квартетом. Этот альбом принес ей первую премию Грэмми за «лучший традиционный тропический альбом».
В ноябре 2010 статья с названием «Голос свободы» («Voz de la libertad»), опубликованная на npr.com, включила Кончу Буйку в список 50 лучших голосов (50 Great Voices)
Две её песни, Por el amor de amar и Se me hizo fácil, были выбраны Педро Альмодоваром для его фильма «Кожа, в которой я живу»

## Дискография
- Mestizüo, с Якобом Суреда (Jacob Sureda) (2005)
- Buika (2006)
- Mi Niña Lola (2007)
- Niña de Fuego (2008)
- El Último Trago, с Чучо Вальдесом (Chucho Valdés) (2009)
- En Mi Piel (2011)
- La noche más larga (2013)

## Концерты в России
16.09.2012 — концерт в Санкт-Петербурге 

17.09.2012 — концерт в Москве

## Премии
- Золотой диск (Disco de oro) за альбом  «Mi niña Lola» (2006)
- Лучший альбом испанской песни (Mejor Album canción española) за альбом «Mi niña Lola» (2007)
- Лучший аранжировщик (Mejor Productor Artístico) за альбом «Mi niña Lola» (2007)
- Премия от немецкой музыкальной критики (Premio de la crítica fonográfica Alemana) за альбом «Mi niña Lola» (2007)
- Золотой диск (Disco de oro) за альбом «El último trago» (2010)
- Латинская премия Грэмми «лучший традиционный тропический альбом» за альбом «El último trago» (2010)

## Номинации
- латинская премия Грэмми «Альбом года» («Mejor Álbum») за альбом «Niña de Fuego» (2008)
- латинская премия Грэмми «Лучшая аранжировка» («Mejor Producción») за альбом «Niña de Fuego» (2008)